# Pilotes de Columbo
Avant de se décliner en saison et en épisodes proprement dits, la série télévisée Columbo a compris comme premiers films un téléfilm et un (unique) pilote. 
Réalisé en 1967 et diffusé aux Etats-Unis en 1968, intitulé Inculpé de meurtre, le premier film "Columbo" est un téléfilm qui n'était pas destiné à lancer une série et n'est donc pas considéré comme un épisode pilote. Ce téléfilm a été diffusé sur NBC dans le cadre d'une soirée spéciale thrillers, The NBC Mystery Movie, regroupant trois[réf. nécessaire] séries policières : Columbo, Un Shérif à New York et McMillan. Le générique de cette émission avait été composé par Henry Mancini. 
La série débute à partir de Rançon pour un homme mort, le second film "Columbo", réalisé en 1971, qui est, en fait, le véritable (unique) pilote.

## Téléfilm:Inculpé de meurtre(1968)
- États-Unis : NBC, 20 février 1968
- France : TF1, 27 novembre 1976

Richard Irving

Musique
Dave Grusin

Directeur de la photo
Ray Rennahan

- Durée : 94 minutes

- Gene Barry (VF : Jacques Deschamps) : Dr. Ray Flemming (psychiatre, meurtrier)
- Katherine Justice (VF : Béatrice Delfe) : Joan Hudson (actrice, maîtresse du Dr Flemming)
- William Windom (VF : Roland Ménard) : Burt Gordon (substitut du Procureur, ami du meurtrier)
- Nina Foch (VF : Jacqueline Porel) : Carol Flemming (victime, femme du meurtrier)
- Virginia Gregg : Miss Petrie (secrétaire du Dr Flemming)
- Andrea King : Cynthia Gordon (épouse de Burt Gordon, amie de Mme Flemming)
- Susanne Benton : Sherryl ? (la jeune femme qui veut continuer le jeu des devinettes)
- Ena Hartman (infirmière à la réception)
- Sherry Boucher (hôtesse de l'air)
- Anthony James (VF : Marc François) : Tommy (délinquant atteint de troubles psychologiques)

Carol Flemming, épouse du psychiatre Ray Flemming, a découvert les infidélités de son mari. Elle menace de divorcer et de le déposséder de ses biens. Le docteur tue sa femme en ayant pris soin de demander à sa maîtresse, Joan Hudson, qui est une actrice et également sa patiente, de se faire passer pour cette dernière. Joan coiffe une perruque, revêt les vêtements de la défunte et donne un alibi irréfutable à son amant. 
- Cette deuxième adaptation pour la télévision du personnage de Columbo réalisée en 1967 est un téléfilm[2]. Auparavant le personnage de Columbo créé par William Link et Richard Levinson était apparu, interprété par Bert Freed, dans le téléfilm Enough Rope dans l'émission The Chevy Mystery en 1960 ; puis dans la pièce de théâtre Prescription : Murder  en 1962, écrite par les mêmes auteurs[3].
- Lors de la scène dans l'avion, on a pu voir qu'il s'agit d'une maquette de fuselage, car l'encadrement de la porte d'accès n'est pas équipé de serrures.
- Lors de la scène de pêche à Acapulco, où le docteur jette les bijoux de sa femme, on voit que le bateau est artificiellement agité alors que la mer en arrière plan est calme, de même que la ligne d'horizon.
- C'est l'un des[réf. nécessaire] rares épisodes dans lesquels quelqu'un dépeint l'exacte personnalité du Lieutenant Columbo.
- Le Lt Columbo apparaît à 30 min 49 s. Il se trouve déjà dans l'appartement au retour de Ray Flemming.
- C'est l'un des rares épisodes dans lequel on voit Columbo s'emporter contre l'un de ses suspects (en l'occurrence Joan Hudson), et affirmer qu'il fera pression sur elle pour la faire avouer.
- Le Lt Columbo a failli être dessaisi du dossier au profit du Lt Silver (sous la pression des « amis » du Dr Flemming).
- Le meurtre de Mme Flemming est maquillé en cambriolage, avec intrusion à partir du balcon. Mais l'appartement semble situé dans un immeuble, en hauteur.
- Etant un des pilotes de la série ; il s'agit du seul épisode de toute la série où le lieutenant a une apparence soignée professionnelle et une coupe de cheveux plus courte et bien coiffée (par la suite ils seront beaucoup plus longs sur les côtés et souvent en friche).
- La séquence finale est filmée dans la maison Stahl House, située dans le secteur de Hollywood Hills.
- Erreur de traduction ou de doublage : Ray Flemming dit vouloir déboucher les bouteilles de champagne alors qu’elles sont déjà ouvertes lors de la soirée d’anniversaire.

## Pilote:Rançon pour un homme mort(1971)
- États-Unis : NBC, 1er mars 1971
- France : 1re Chaîne ORTF, 20 décembre 1972

Richard Irving
- Photographie : Lionel Lindon
- Durée : 91 minutes

- Lee Grant (VF : Perrette Pradier ; Céline Monsarrat) : Leslie Williams
- Harlan Warde : Paul Williams
- John Fink (VF : Georges Caudron) : Michael Clarke
- Harold Gould (VF : Gérard Férat ; Jean-Luc Kayser) : Carlson
- Patricia Mattick (VF : Sylviane Margollé ; Brigitte Berges) : Margaret Williams
- Paul Carr (VF : Daniel Gall) : Hammond
- Richard Roat (VF : Jacques Deschamps ; Bernard Lanneau) : Perkins
- Jed Allan : Phil
- Charles Macaulay : Richard
- Henry Brandt : procureur
- Jeane Byron (VF : Anne Kerylen) : Pat
- Richard O'Brien (VF : Jean-Claude Balard) : le prêtre
- Timothy Carey (VF : Vincent Grass) : Burt
- Celeste Yarnall : Gloria

Leslie Williams, avocate talentueuse et calculatrice, tue son vieux mari, qu'elle a épousé seulement par calcul. Le crime a lieu au domicile du couple. Après avoir mis le cadavre dans la voiture de la victime, elle s'en débarrasse dans la nature. Puis, elle fait croire à un enlèvement assorti d'une demande de rançon. 
Columbo est, au départ, simplement associé à l'enquête du FBI en tant qu'observateur dépêché par la police locale.
Mme Williams utilise un automate téléphonique qui lui permet de recevoir un appel des ravisseurs, avec son mari soi-disant à l'autre bout du fil, cela en présence de la police. Conformément aux exigences des prétendus ravisseurs, elle va ensuite livrer elle-même la rançon, en lançant depuis son avion personnel le sac contenant celle-ci, sac que la police retrouvera vide, seul l'argent ayant été pris. 
Lorsque le corps du mari est retrouvé, Columbo peut enfin prendre l'affaire en main. Le sang-froid remarquable dont fait preuve Mme Williams dans ces circonstances l'intrigue. Par ailleurs, plusieurs questions l'assaillent, entre autres : pourquoi le siège du conducteur de la voiture de la victime était-il réglé pour quelqu'un de plus petit ? Pourquoi les ravisseurs ont-ils laissé sur place le sac qui contenait l'argent ? Et pourquoi le meurtrier a-t-il utilisé un petit calibre, peu courant, si ce n'est pour éviter que la balle traverse le corps et laisse ainsi des traces d'impact sur les lieux du crime ?
- Ce téléfilm marque les véritables débuts du Lieutenant Columbo en tant que héros principal. De même, ce second téléfilm fut en réalité le tout premier épisode à être diffusé en France, en 1972. En effet le premier téléfilm (Inculpé de meurtre) n'a été diffusé que quatre ans plus tard.
- Peter Falk et Lee Grant ont déjà joué ensemble au théâtre.
- Particularité de ce téléfilm : le meurtre se produit au tout début de l'histoire et ce, par des arrêts sur image.
- Si on voit le meurtre se produire dans la maison, on ne voit pas le transfert du corps, ni la manière dont il a été retrouvé.
- Lors de sa sortie en DVD en 2003, le téléfilm a fait l'objet d'un nouveau doublage car la première version française était incomplète. Serge Sauvion (74 ans en 2003) prête une nouvelle fois sa voix à Peter Falk (à l'époque âgé de 43 ans) en dépit d'un fort vieillissement de son timbre qui lui donne une voix de grand-père. La version courte avec doublage d'époque passe encore à la télévision française (notamment sur TMC et Breizh TV). Elle est disponible dans le bonus de l'édition de l'intégrale en bluray parue en 2023 sur le disque 22[4].
- Certains éléments seront repris dans des épisodes ultérieurs, comme entre autres, le crime déguisé en fausse demande de rançon (Dites-le avec des Fleurs, Réaction négative, etc), ou encore les fausses preuves créées par des proches de la victime dont Columbo, pour simplifier les choses, fait l'impasse sur ce délit (Une ville fatale). Certaines musiques seront à nouveau présentes dans d'autres épisodes.
- Columbo explique à Leslie que sa particularité est de s'attacher aux détails. Leslie résume : « votre idiosyncrasie » , Columbo réplique : « Idiosyncrasie, c’est le mot »[5]. (Idiosyncrasy en version originale).
- Dans la séquence finale à l'aéroport international de Los Angeles, un clin d'œil est fait au film Airport, également produit par Universal Pictures et grand succès au cinéma en 1970 : on peut entendre en musique de fond le morceau Airport Love Theme, composé par Alfred Newman pour le film.